# Oligosoma notosaurus
Oligosoma notosaurus är en ödleart som beskrevs av  Patterson och DAUGHERTY 1990. Oligosoma notosaurus ingår i släktet Oligosoma och familjen skinkar. IUCN kategoriserar arten globalt som otillräckligt studerad. Inga underarter finns listade i Catalogue of Life.